# Fissidens hunteri
Fissidens hunteri là một loài Rêu trong họ Fissidentaceae. Loài này được J. H. Willis mô tả khoa học đầu tiên năm 1951.